# El Limón, Zacapu
El Limón är en ort i Mexiko.   Den ligger i kommunen Zacapu och delstaten Michoacán de Ocampo, i den centrala delen av landet, 290 km väster om huvudstaden Mexico City. El Limón ligger 2 223 meter över havet och antalet invånare är 188.
Terrängen runt El Limón är lite bergig. Runt El Limón är det ganska tätbefolkat, med 72 invånare per kvadratkilometer. Närmaste större samhälle är Zacapú, 8,4 km öster om El Limón. I omgivningarna runt El Limón växer i huvudsak blandskog.